# Uska Luke

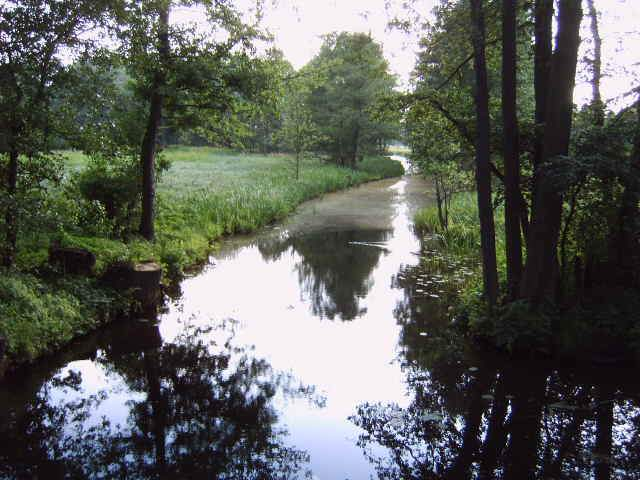
Uska Luke

Die Uska Luke, niedersorbisch Wuska łuka, ist ein typisches Fließ im Spreewald, südlich der Ortschaft Lehde. Es hat eine Länge von 442 Metern. Im amtlichen Fließgewässerverzeichnis werden Uska und Luke als zwei unterschiedliche Fließe betrachtet. Die Uska hat eine Länge von 206 und die Luke eine Länge von 236 Metern.
Der Wasserarm führt vom Südumfluter in nordöstlicher Richtung durch die idyllische Landschaft des Spreewalds. Sie wird vom zwischen Lübbenau und Leipe bestehenden Rad- und Wanderweg (Gurkenradweg) überbrückt. Bis dorthin wird das Fließ als Uska und danach als Luke bezeichnet. Nach Osten zweigt dann die Wolschina ab. Die Luke führt sodann in nördliche Richtung und endet am Hauptarm der Spree. Nach Norden führt der Hechtgraben weiter zum Spreewalddorf Lehde.
Der aus dem Sorbischen abgeleitete Gewässername bedeutet „schmale Wiese/Aue“.